# Матиас Галас
Матиас Галас (на немски: Matthias Gallas; на италиански: Matteo Gallasso; * 17 октомври 1588, Тренто, Италия; † 25 април 1647, Виена, Хабсбургска монархия) е от 1632 г. граф фон Галас на дворец Кампо и Фрайентурн (в Мартарела), императорски фелдмаршал и генерал-лейтенант през Тридесетгодишната война. Кариерата му бързо се развива през първата половина на войната във войската на главния командир Валенщайн.

## Произход и титли
Той е син на императорския генералфелдвахтмайстер Панкрацио ди Галасо (1549 – 1611/1612) и съпругата му Мария Анунциата Меркаденти де Гонцалис († 1629), дъщеря на Октавио Марканти ди Гандина и Еуфемия фон Таксис.
Галас е собственик в дворец Фридланд, Райхенберг, Смирице и Хориневес. На 10 март 1632 т. е издигнат на имперски граф. През 1635 г. той става херцог на Луцера (Апулия) и „Гранде на Испания“.

## Фамилия
Първи брак: през 1630 г. с Изабела фон Арко (1608 – 1632), дъщеря на граф Зигизмунд фон Арко. Бракът е бездетен. Нейната сестра Ливия е омъжена за генерал Йохан фон Алдринген (1588 – 1634).
Втори брак: с графиня Доротея Анна фон Лодрон († 23 май 1666, Моравски Крумлов), дъщеря на граф Филип Якоб фон Лодрон и графиня Виктория фон Колалто и Сан Салваторе. Те имат децата:
- Франц Фердинанд (1635 – 1697), херцог на Луцера, императорски генерал-майор, женен за графиня Йохана Емеренция Гашин фон Розенберг (1646 – 1735)
- Антон Панкрац (1638 – 1699), императорски полковник, командир на драгонския регимент Галас
- Игнац Феликс (* 1643; † млад)
- Мария Виктория (* 1640; † 30 април 1687), омъжена за граф Йохан Вилхелм Коловрат-Краковски (* 1638; † 7 май 1690), канцлер[2]
- Терезия Анунциата, омъжена за граф фон Находт

Вдовицата му Доротея Анна фон Лодрон се омъжва втори път за Фердинанд Йохан фон Лихтенщайн (1622 – 1666), синът на княз Гундакар фон Лихтенщайн.